# H酸
H酸（H acid）は、化学式がC10H9NO7S2の有機化合物である。ナフタレンにヒドロキシル基とアミノ基と2つのスルホ基が置換した構造を持つ。別名、8-アミノ-1-ヒドロキシナフタレン-3,6-ジスルホン酸、4-ヒドロキシ-5-アミノナフタレン-2,7-ジスルホン酸など。
芳香族アミンおよびフェノールを有するため、弱酸性（アミン）およびアルカリ性（フェノール）でジアゾニウム化合物とジアゾカップリング反応を起こす。そのため、ジアゾ化合物の残存を確かめるために用いられる。
pHを調製することで、2つのカップリング反応を選択的に行うことが可能であり、タンパク質の染色に用いられるアミドブラック10B (amido black 10B) はH酸を出発原料として合成される。

アミドブラック10Bの構造